# Parque nacional Serranía La Neblina
El parque nacional Serranía La Neblina es un parque nacional de Venezuela.

## Localización
Está situado en el Estado Amazonas, al suroeste del parque nacional Parima-Tapirapeco. El parque limita con la frontera brasileña. Cubre la zona de las montañas de la Neblina, cuya cumbre más alta en el lado venezolano es el Pico Phelps, con 2.992 metros sobre el nivel del mar. El macizo se extiende hacia territorio brasileño, culminando a 3.014 m s. n. m. con el Pico da Neblina, apenas a 687 m de distancia de la frontera. Del lado brasileño existe así mismo un parque nacional para preservar este ecosistema.
Este macizo montañoso está continuamente cubierto de nubes, originando su nombre « La Neblina ». Situada en pleno Amazonas, es la más alta elevación de la región.

## Descripción
La Serranía La Neblina es el tepuy más alto en la Tierra. El relieve está cortado por profundos valles. Este masivo tepuy está en efecto cortado en dos por el Cañón Grande del río Baría, uno de los cañones más profundos del mundo. El parque forma parte de la reserva de la biosfera del Alto Orinoco-Casiquiare, con el parque Parima Tapirapecó.

## Flora
El parque tiene una vegetación endémica muy variada. Se encuentra un arbusto que solo existe en el parque, el Neblinaria celiae. Se encuentra igualmente toda una variedad de plantas carnívoras. 

## Fauna
Los mamíferos abundan, como el jaguar, el tapir (o Tapirus terrestris), el cunaguaro (o Felis pardalis) y diferentes especies de monos; las serpientes son numerosas y multicolores como las boas esmeraldas, las anacondas, las bothrops, y las mapanares verdes (más exactamente lachesis muta), estas dos últimas muy venenosas.